# Balmain
Pierre Balmain S.A., que opera como Balmain, es una marca de moda de lujo francesa, fundada por Pierre Balmain (1914-1982) en 1945.
La firma opera más de 50 tiendas en todo el mundo, y su tienda insignia principal se encuentra en la Rue Saint-Honoré de París. Otras tiendas insignia se encuentran en Tokio, Nueva York, Londres y en la vía Montenapoleone de Milán. Seis de las tiendas operan en los Estados Unidos, como la de la avenida Madison en la ciudad de Nueva York, o las de Bal Harbour, Las Vegas y Melrose Place en Los Ángeles.
Balmain fue adquirida por la firma de inversión de la corona qatarí Mayhoola for Investments por una cifra cercana a los 500 millones de euros (548 millones de dólares) en 2016. Antes del acuerdo, Balmain estaba controlada en un 70 por ciento por los herederos de Alain Hivelin. La empresa no publica regularmente información financiera, pero la revista "Les Échos" estimó sus ingresos en 2015 en unos 120 millones de euros (unos 136 millones de dólares), frente a los 30 millones de euros (unos 34 millones de dólares) estimados en 2012. Balmain esperaba alcanzar unos ingresos de 150 millones de euros en 2017, el 90% de los cuales se generan por el canal mayorista, si bien se estaban realizando gestiones para mejorar los resultados de las ventas al por menor.

## Historia

### Pierre Balmain, 1945-1982
Pierre Balmain nació en 1914 en Francia. Su padre era dueño de un negocio de ropa y su madre y su hermana eran dueñas de una boutique de moda donde trabajaba a menudo después de la muerte de su padre en 1921. Asistió a la École des Beaux-Arts en 1933-1934, con la intención de estudiar arquitectura, pero terminó pasando la mayor parte de su tiempo diseñando vestidos. Después de trabajar para el taller de Robert Piquet como artista independiente y pasar tiempo con el diseñador británico Edward Molyneux, dejó la escuela para trabajar para Molyneux. A finales de la década de 1930, sirvió en la fuerza aérea francesa y en el cuerpo de pioneros del ejército. Tras el fin de la Segunda Guerra Mundial trabajó para el costurero francés Lucien Lelong y abrió su propia casa de moda con su nombre en la calle Francisco I de París. Lanzó su primera colección en octubre de 1945 y su primera fragancia, Jolie Madame, en 1949.

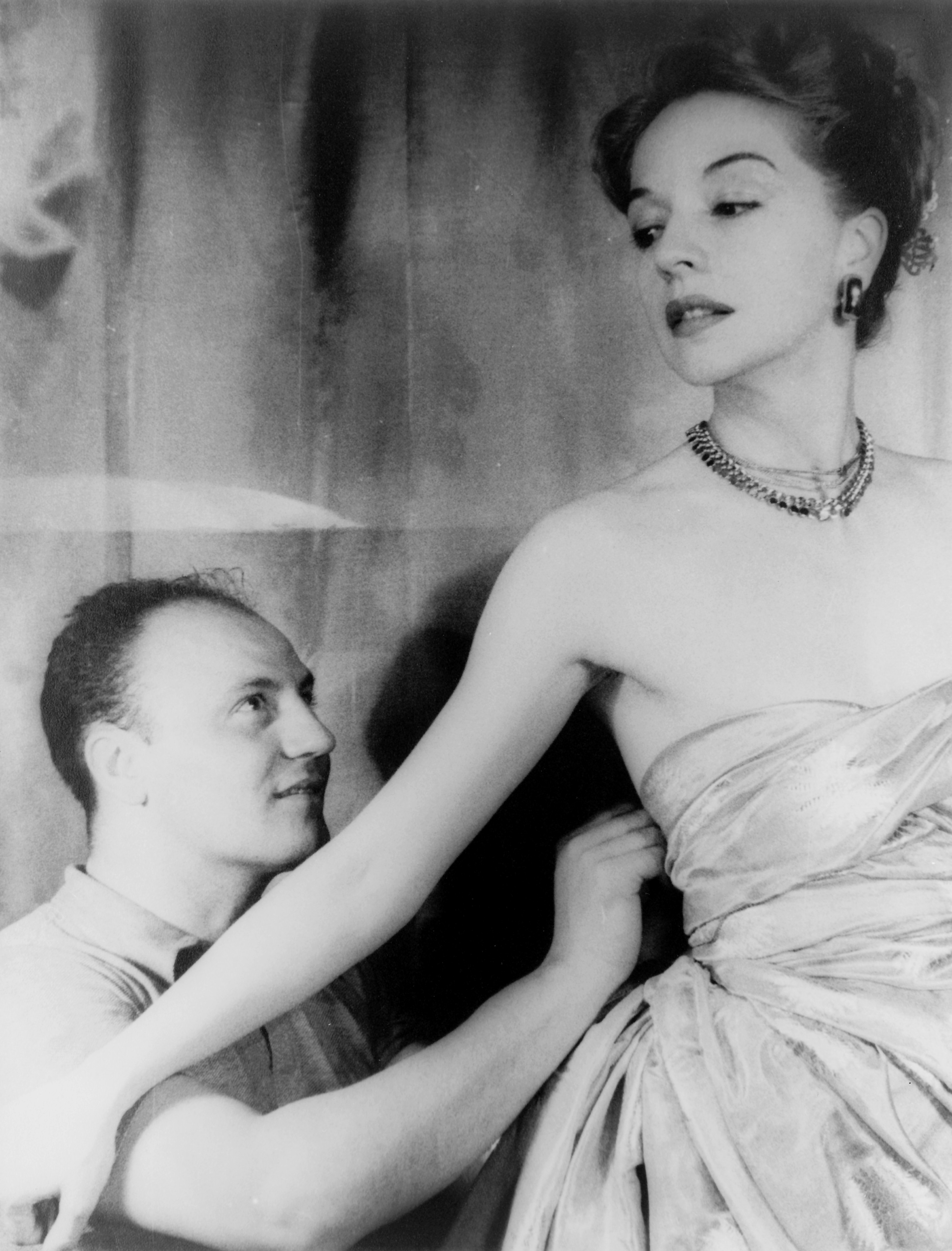
Pierre Balmain y la actriz Ruth Ford, fotografiados por Carl van Vechten en 1947

En el período posterior a la Segunda Guerra Mundial, Pierre Balmain fue "el rey de la moda francesa" y vistió a estrellas como Ava Gardner y Brigitte Bardot, la primera dama nicaragüense Hope Portocarrero, y la reina Sirikit de Tailandia. Marlene Dietrich usó ropa de Balmain que seleccionó para la película de 1951 "No Highway in the Sky" (titulada en España "Momentos de peligro").

### 1982-1992

#### Erik Mortensen, 1982-1990
Tras la muerte de Balmain en 1982, la casa pasó a estar dirigida por Erik Mortensen, descrito por la revista Vogue como "la mano derecha de Pierre Balmain". Mortensen se había incorporado a la firma para trabajar como asistente de Balmain en 1951. Tras suceder a Balmain, Mortensen trabajó para mantener la estética de la marca en el siempre vivo mundo de la alta costura, manteniendo al mismo tiempo el espíritu progresista de creatividad en la industria de la moda. La casa Balmain contrató a Peggy Huynh Kinh en 1982 para que proporcionara dirección artística a los estudios de licencia de prêt-à-porter femenino y de accesorios para el hogar y la mujer. Eric Mortensen ganó dos premios Golden Thimble por sus colecciones de alta costura, uno por el otoño/invierno 83/84 y otro por el otoño/invierno 87/88. Dejó la casa en 1990.

#### Hervé Pierre, 1990-1992
El diseñador Hervé Pierre se hizo cargo de la firma hasta 1992, trabajando como director de prêt-à-porter y alta costura.

### Oscar de la Renta, 1993-2002
Posiblemente el diseñador más influyente que se hizo cargo de Balmain fue Óscar de la Renta, quien dirigió la casa entre 1993 y 2002. Ya un veterano de la moda antes de unirse a Balmain, De la Renta trajo un rostro famoso a la marca Balmain. Residió en la ciudad de Nueva York la mayor parte de su vida, aunque nació en la República Dominicana, y se convirtió en ciudadano de los Estados Unidos en 1971. Encajó en la estética de diseño de Balmain, con una certera visión para el detalle y las siluetas clásicas. Tal como Balmain, prefería el diseño modesto y simple en lugar de estilos extremadamente ornamentados y llamativos. La alta costura estaba en crisis en ese momento porque era un negocio extremadamente poco práctico, por lo que Oscar se incorporó a la marca para desafiarse a sí mismo y superar el comienzo del declive de la firma.

### Alain Hivelin (2005-2023)

#### Christophe Decarnin, 2005-2011
Tras la marcha de Oscar de la Renta, Christophe Decarnin se unió a la casa en 2005. A diferencia de todos los diseñadores que le precedieron, insistió en llevar la marca al siglo XXI. Favoreció los precios caros y las piezas llamativas que contrastaban marcadamente con la reputación de la marca por sus diseños clásicos y lujosos. Se le consideraba un "diseñador estrella", y la marca se centró más en su estatus de estrella que en sus prendas.

#### Olivier Rousteing, desde 2011
En abril de 2011, Balmain anunció que Decarnin sería reemplazado por Olivier Rousteing.
Rousteing se había unido a la empresa en 2009, después de asistir a una prestigiosa escuela de moda francesa y trabajar con Roberto Cavalli. Si bien le gustaba la estética de Decarnin, quería orientar la marca hacia los aspectos más finos de la alta costura francesa.
En el momento de su nombramiento era un diseñador relativamente desconocido, y ha aportado una nueva visión de la estética de la marca que se ha mantenido desde entonces. Se le atribuye haber añadido una influencia asiática a la ropa, ya que en Asia se encuentra una gran parte de los compradores de la marca.
En abril de 2016, Balmain abrió su tienda insignia de Nueva York, en el barrio del Soho.
El 22 de junio de 2016, la empresa Mayhoola Investments adquirió Balmain a sus propietarios anteriores por, según se informa, más de 460 millones de euros (522 millones de dólares).
En 2017, Rousteing estrenó la primera línea de accesorios de Balmain, y el 4 de diciembre de 2018 presentó el nuevo logotipo de Balmain.
En 2019, Balmain se asoció con la modelo Cara Delevingne y la firma Puma en Puma X Balmain, una colección de ropa deportiva de 35 piezas.
En septiembre de 2023, Rousteing anunció que una camioneta que contenía más de 50 diseños para el desfile de otoño de 2023 durante la Semana de la Moda de París había sido robada mientras se dirigía al estudio de Balmain. A pesar de esta circunstancia adversa, insistió en que el espectáculo debía continuar, y pudo llevar adelante una presentación brillante, llena de flores y con el mensaje de que "el amor lo es todo".

## Otras actividades
A partir de 2012, el 50% de los ingresos totales de la empresa provienen de derechos por licencias.

### Líneas de difusión
En 1994, Balmain llegó a un acuerdo de licencia con la Société Creations Michel Firer para fabricar y distribuir una colección de difusión de prêt-à-porter femenino.
En 2011, Balmain lanzó su colección Pierre Balmain para hombres y mujeres. Para destacar la colección, los fotógrafos Inez van Lamsweerde y Vinoodh Matadin dirigieron a la modelo Abbey Lee Kershaw y a su banda, Our Mountain, en una serie de tres videos. En 2013, Balmain rescindió su acuerdo con el fabricante italiano Ittierre SpA para la producción de Pierre Balmain, que pasó a hacerse cargo internamente de la confección de sus productos. La línea dejó de producirse finalmente en 2018.
En noviembre de 2015, Balmain lanzó su colaboración única con la tienda minorista sueca internacional H&M.

### Fragancias
En 2012, Balmain firmó un acuerdo de licencia, desarrollo y producción con Interparfums por 12 años. En 2017, Rousteing rescindió este contrato debido a la disminución de las ventas. En 2022, Balmain anunció un nuevo acuerdo de licencia a largo plazo con la compañía Estée Lauder.

### Cosméticos
En 2013, Balmain presentó su línea de cuidado y peinado para el cabello.
En 2017 presentó una colección de lápices labiales en colaboración con L'Oréal.
En 2019 anunció la colección de productos de maquillaje, KYLIE X BALMAIN, una colaboración con la empresaria de cosméticos Kylie Jenner. Jenner también fue nombrada directora artística de maquillaje para la colección de pasarela primavera-verano 2020.
En 2023, Balmain Hair celebró su 50 aniversario y fue elogiada por "Vogue" por marcar la pauta en el cuidado capilar de lujo.

### Lencería
En 2017, Balmain lanzó una colección de lencería con Victoria's Secret.

### Joyería
En 2022 la firma presentó su primera colección de joyería fina.

### Relojería
Balmain también comercializa su propia marca de relojes, producidos en Suiza.

## Diseñadores principales de Balmain
- 1945-1982: Pierre Balmain
- 1982-1986: Peggy Huynh Kinh
- 1982-1990: Erik Mortensen
- 1990-1992: Hervé Pierre Braillard
- 1993-2002: Óscar de la Renta
- 2002-2003: Laurent Mercier
- 2003-2006: Christophe Lebourg
- 2006-2011: Christophe Decarnin
- Desde 2011: Olivier Rousteing

De 1947 a 1976, la directora de Balmain fue Ginette Spanier. Alain Hivelin fue presidente y propietario mayoritario de Balmain desde 2004 hasta su muerte en 2014.

## En la cultura popular
En 1969, el cantante y compositor Peter Sarstedt llegó al top 40 con la canción "Where Do You Go To (My Lovely)". En el primer verso canta sobre Balmain: "Hablas como Marlene Dietrich y bailas como Zizi Jeanmaire. Tu ropa está hecha por Balmain y tienes diamantes y perlas en el pelo, sí que las hay".

## Filantropía
En 2018, Balmain se alió con (RED) para subastar los vestidos hechos a medida para el evento Met Gala de ese año, y el 100% de las ganancias se destinaron al Fondo Mundial para la lucha contra el sida, la tuberculosis y la malaria. Desde entonces, la marca ha cooperado con (RED) en varias ocasiones.